# Juan Antonio Ceroni

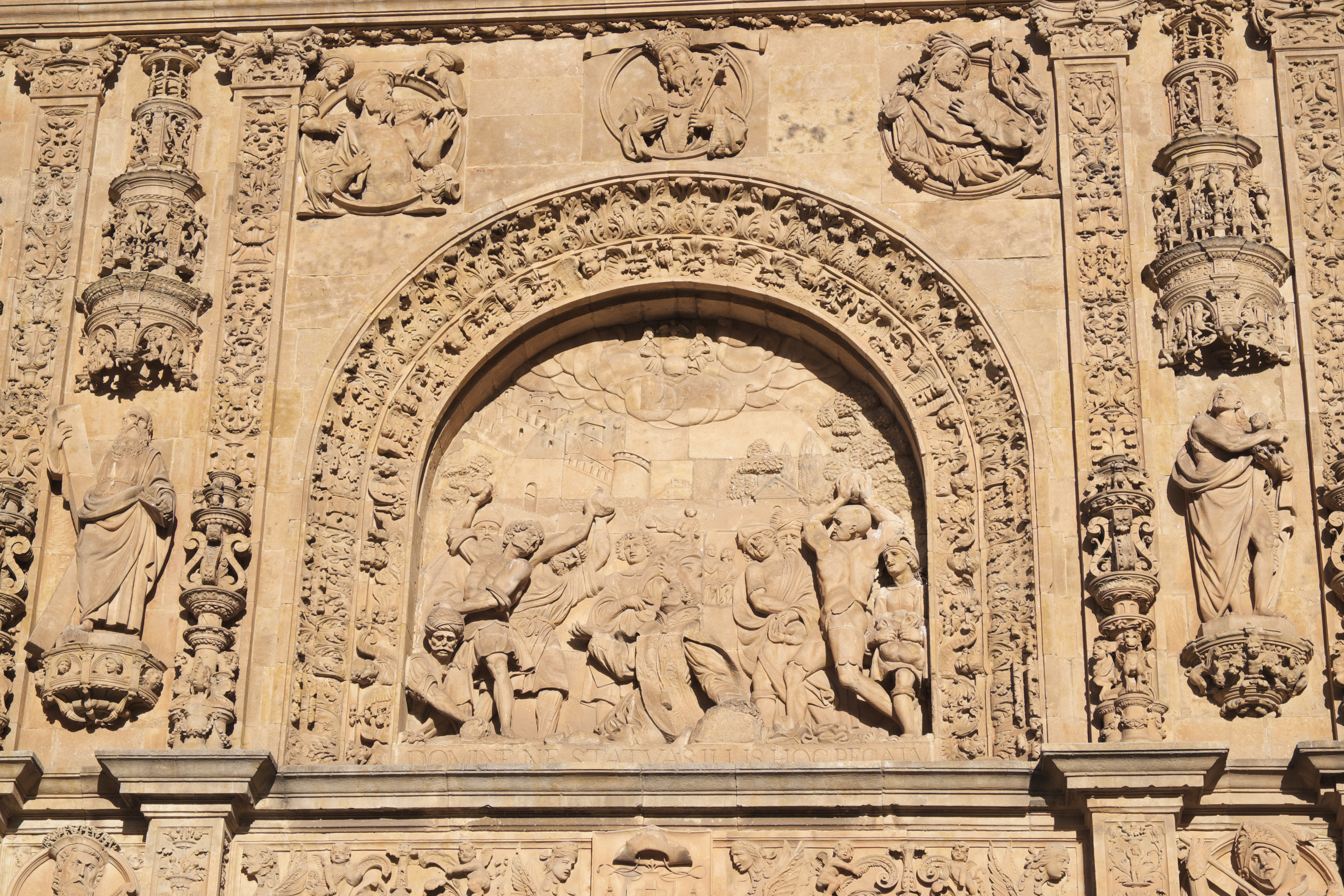
Lapidación de San Esteban. Relieve en la fachada del Convento de San Esteban

Juan Antonio Ceroni, escultor de origen italiano, documentado y activo en España entre 1610 y 1633. De ser cierta la información de Antonio Palomino, Ceroni habría nacido en Milán y muerto en Madrid «por el año de 1640» con cincuenta y cuatro años de edad. Su hijo, Juan Antonio Ceronio, fue pintor avecindado en Madrid.
En 1610, Juan Antonio o Giovanni Antonio Ceroni se encontraba en Salamanca trabajando en las esculturas en piedra de la portada del Convento de San Esteban, donde firmó el relieve de la lapidación del santo. Ceroni se muestra en él preocupado por crear un ambiente en el fondo del relieve capaz de armonizar con la simétrica disposición de las figuras, algunas casi de bulto redondo. No volverá a haber noticias suyas hasta 1623, cuando se le documenta trabajando para la corte de Felipe IV en la ejecución de los modelos en cera de los ángeles lampadarios situados en las pilastras del Panteón Real del Monasterio de El Escorial, fundidos en bronce dorado un año después. La última noticia que hay de él hace referencia a un nuevo trabajo para la corte: en 1633 recibió el encargo de hacer una estatua de San Pablo para su ermita en los jardines del Palacio del Buen Retiro, obra perdida por la que cobró una cantidad importante, cien ducados, acreditando que se trataba de un trabajo de envergadura.